# University of Edinburgh Medical School
The University of Edinburgh Medical School constitue la faculté de médecine et de médecine vétérinaire de l'université d'Édimbourg. Créée il y a près de 300 ans, Edinburgh Medical School est l'une des plus anciennes facultés de médecine en Écosse et au Royaume-Uni, se classant quatrième au Royaume-Uni selon le Guardian University Guide en 2009 et sixième selon The Times Good University Guide.
En 2008, l'école accepte quelque 218 étudiants britanniques par an et un groupe supplémentaire de 16 étudiants internationaux. L'admission à l'Edinburgh Medical School est particulièrement sélective : plus de 85 % des candidatures britanniques ou européennes, et 92 % des candidatures internationales, sont rejetées chaque année.

## Admission des femmes
L'université écossaise ouvre l'accès aux études de médecine aux femmes en 1892. Auparavant, seule, L'Edinburgh School of Medicine for Women, fondée par Sophia Jex-Blake en 1886, avec le soutien de la National Association for Promoting the Medical Education of Women (Association nationale pour la promotion de l'éducation médicale des femmes), permettait l'accès des femmes à la formation médicale, bien que l'accès à la profession leur ait été accordé dès 1876, par le « Medical Act ». Une première revendication concernant l'accès à la formation et au diplôme de médecin, faite par un groupe d'étudiantes connue comme les « Edinburgh Seven » ou « Septem contra Edinam » (« les Sept contre Édimbourg »), avait été infructueuse, mais avait assuré une notoriété à leur revendication et des soutiens, notamment celui de Charles Darwin. Lors de leur deuxième requête, l'université avait accepté qu'elles passent le concours d'admission aux études médicales.